# Voyelle moyenne antérieure non arrondie
La voyelle moyenne antérieure non arrondie est une voyelle utilisée dans certaines langues. Son symbole dans l'alphabet phonétique international est [e̞] ou [ɛ̝], et son équivalent en symbole X-SAMPA est e_o.

## Langues
Le français ne possède pas le [e̞].
- Chinois mandarin : 也 / yě [ je̞˨˩˦] « aussi »[1].
- Espagnol : bebé [be̞ˈβ̞e̞] « bébé »[2].
- Estonien : sule [ˈsule̞ˑ] « plume » (génitif), allophone de /e/ en position finale du mot[3].